# Verts australiens
Les Verts australiens (en anglais : Australian Greens, simplement The Greens ou GRN) est un parti politique écologiste australien de gauche. Il s'est créé en 1992 et forme aujourd'hui une confédération de huit partis d'états et de territoires. En dehors de l'environnement, les quatre valeurs principales du mouvement sont : la durabilité, la justice sociale, la démocratie participative et le pacifisme.

## Philosophie politique
Parti écologiste de gauche, le parti est aujourd'hui connu aussi bien pour ses positions contre les guerres en Irak et Afghanistan que pour sa demande de justice sociale.
Il est opposé à l'alliance militaire entre l'Australie et les États-Unis, ainsi qu'à la déréglementation des lois sur le travail. Le parti est opposé à l'utilisation de l'énergie nucléaire et des combustibles fossiles ; il soutient le développement de l'énergie renouvelable (excepté la construction de barrages pour l'énergie hydroélectrique) et propose des taxes sur le carbone. Le parti demande la dépénalisation de l'utilisation de drogues, l'autorisation de l'euthanasie et du mariage homosexuel.
Alors qu'il critique généralement les interventions militaires américaines, le parti a encouragé l'intervention militaire au Timor oriental en 1999. Le parti critique également le gouvernement de la Chine à propos des droits de l'Homme - particulièrement au Tibet.
Le parti soutient des politiques socialistes : il est anti-privatisation des entreprises publiques et propose l'augmentation de la taxe sur les profits des groupes miniers, et du taux maximum de l'impôt sur le revenu.

## Histoire
Les sections locales du parti ont diverses origines – notamment les premiers mouvements environnementalistes australiens et la formation de l'United Tasmania Group (UTG), un des premiers partis écologistes au monde, mais aussi le mouvement pour le Désarmement nucléaire et les sections de la gauche industrielle de la Nouvelle-Galles du Sud. L'UTG a le premier présenté des candidats aux élections tasmaniennes de 1972. La coordination entre les groupes environnementalistes s'est réalisée dans les années 1980 à la suite de plusieurs manifestations, en particulier lors d'une des campagnes écologiques les plus importantes d'Australie, qui s'opposait à la construction d'un barrage sur le fleuve Gordon qui aurait entraîné la submersion du lac Pedder. Parmi les personnages clés de ces campagnes, on peut citer l'ancien chef du parti, Bob Brown, et la dirigeante actuelle, Christine Milne, qui est allée disputer et gagner des sièges au Parlement de Tasmanie, et qui a ensuite formé les Tasmanian Greens.
Le parti est fondé après une campagne contre la construction de barrages hydroélectriques en Tasmanie dans les années 1980. Le déclin du Parti démocrate australien (un parti social-libéral de la classe moyenne) coïncide avec la croissance des Verts australiens entre 2001 et 2007. Aux élections sénatoriales de 2007, le parti compte cinq sénateurs au Parlement d'Australie et obtient environ 9 % des voix. En avril 2010, les Verts en Tasmanie ont conclu un accord de quasi-coalition avec le Parti travailliste de Tasmanie. Des Verts ont ainsi obtenu des ministères dans un gouvernement pour la première fois dans l'histoire de l'Australie.
Les Greens Western Australia d'Australie-Occidentale gagnèrent leur premier siège au Sénat grâce à la militante antinucléaire Jo Vallentine en 1990. Bob Brown entra au Sénat en 1996, et les sénateurs verts se sont maintenus depuis à la chambre haute. Le parti obtint brièvement un siège à la Chambre des représentants aux élections partielles de 2002, mais il n'a pu gagner de siège à une élection générale depuis lors. Le nombre de ses représentants élus au parlement fédéral s'est accru. Actuellement le parti des verts compte neuf sénateurs, un député à la chambre basse du Parlement d'Australie, vingt-quatre représentants élus aux parlements des états et des territoires, plus de cent conseillers locaux, et selon Bob Brown près de 10 000 adhérents.
À l'élection fédérale de 2010, les Verts progressent au Sénat en obtenant 13 % des suffrages (plus de 1,6 million de voix), une première pour un parti australien minoritaire. Ils obtiennent un siège supplémentaire de sénateur dans chacun des six États, ce qui leur fait un total de neuf sièges sénatoriaux, leur permettant d'être les seuls à pouvoir agir sur l'équilibre des forces au Parlement. Ils gagnent aussi leur premier siège à la Chambre des représentants grâce à l'élection d'Adam Bandt, qui est un des crossbenchers à apporter son soutien au gouvernement travailliste minoritaire de Julia Gillard. Cependant, le 19 février 2013, le parti a annoncé la fin de cette alliance au niveau fédéral. Les Verts soutiennent toujours le gouvernement minoritaire à l'assemblée législative de l'ACT et au gouvernement de Tasmanie.

## Chefs du parti
- 2005-2012 : Bob Brown
- 2012-2015 : Christine Milne
- 2015-2020 : Richard Di Natale
- 2020-2025 : Adam Bandt
- depuis 2025 : Larissa Waters

## Résultats électoraux

### Chambre des représentants
| Année | Voix      | %     | Rang | Sièges  | Gouvernement         |
| ----- | --------- | ----- | ---- | ------- | -------------------- |
| 1993  | 196 702   | 1,9   | 5e   | 0 / 147 | Extra-parlementaire  |
| 1996  | 188 994   | 1,7   | 5e   | 0 / 148 | Extra-parlementaire  |
| 1998  | 238 035   | 2,1   | 6e   | 0 / 148 | Extra-parlementaire  |
| 2001  | 569 074   | 5,0   | 5e   | 0 / 150 | Extra-parlementaire  |
| 2004  | 841 734   | 7,2   | 3e   | 0 / 150 | Extra-parlementaire  |
| 2007  | 967 789   | 7,8   | 3e   | 0 / 150 | Extra-parlementaire  |
| 2010  | 1 458 998 | 11,7  | 3e   | 1 / 150 | soutien à Gillard II |
| 2013  | 1 116 918 | 8,65  | 3e   | 1 / 150 | Opposition           |
| 2016  | 1 385 651 | 10,23 | 3e   | 1 / 150 | Opposition           |
| 2019  | 1 482 923 | 10,40 | 3e   | 1 / 151 | Opposition           |
| 2022  | 1 795 985 | 12,25 | 3e   | 4 / 151 | Opposition           |
| 2025  | 1 585 622 | 11,80 | 3e   | 1 / 150 | Opposition           |

### Sénat
| Année | Voix      | %     | Rang | Sièges | Gouvernement         |
| ----- | --------- | ----- | ---- | ------ | -------------------- |
| 1990  | 201 618   | 2,0   | 5e   | 0 / 40 | Opposition           |
| 1993  | 263 106   | 2,5   | 5e   | 0 / 40 | Opposition           |
| 1996  | 180 404   | 1,7   | 5e   | 0 / 40 | Opposition           |
| 1998  | 244 165   | 2,2   | 6e   | 1 / 40 | Opposition           |
| 2001  | 574 543   | 4,9   | 5e   | 2 / 40 | Opposition           |
| 2004  | 916 431   | 7,7   | 3e   | 2 / 40 | Opposition           |
| 2007  | 1 144 751 | 9,0   | 3e   | 3 / 40 | Opposition           |
| 2010  | 1 667 315 | 13,1  | 3e   | 6 / 40 | soutien à Gillard II |
| 2013  | 1 159 588 | 8,65  | 3e   | 4 / 40 | Opposition           |
| 2016  | 1 159 588 | 8,33  | 3e   | 9 / 76 | Opposition           |
| 2019  | 1 488 427 | 10,19 | 3e   | 6 / 40 | Opposition           |
| 2022  | 1 903 403 | 12,60 | 3e   | 6 / 40 | Opposition           |

## Représentation au Parlement fédéral

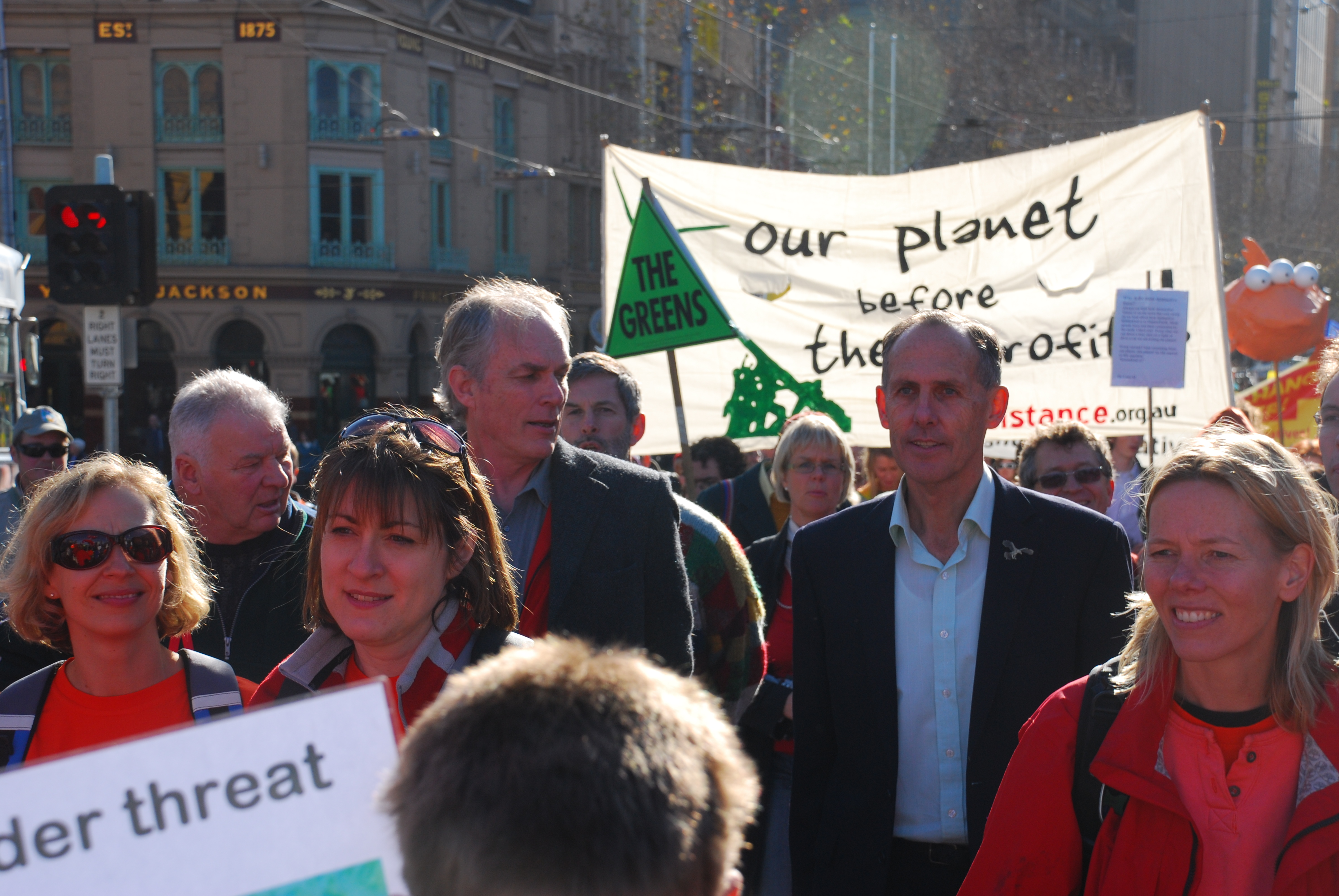
Sénateur Bob Brown au rassemblement au sujet du Changement climatique à Melbourne, le 5 juillet 2008.

- Député Adam Bandt (Melbourne, (Vic), depuis 2010
- Député Max Chandler-Mather (Griffith, (Qld), depuis 2022
- Député Elizabeth Watson-Brown (Ryan, (Qld), depuis 2022
- Député Stephen Bates (Brisbane, (Qld), depuis 2022
- Sénateur Sarah Hanson-Young (SA), depuis 2008
- Sénateur Larissa Waters (Qld), depuis 2011
- Sénateur Peter Whish-Wilson (Tas), depuis 2012
- Sénateur Janet Rice (Vic), depuis 2014
- Sénateur Nick McKim (Tas), depuis 2015
- Sénateur Mehreen Faruqi (NSW), depuis 2018
- Sénateur Lidia Thorpe (Vic), depuis 2020
- Sénateur Dorinda Cox (WA), depuis 2021
- Sénateur David Shoebridge (NSW), depuis 2022
- Sénateur Penny Allman-Payne (Qld), depuis 2022
- Sénateur Barbara Pocock (SA), depuis 2022

### Anciens élus
- Sénateur Jo Vallentine, 1990-1992, Greens WA (élu au départ en 1984 comme membre du Nuclear Disarmament Party)
- Sénateur Christabel Chamarette, 1992-1996, Greens WA
- Sénateur Dee Margetts, 1993-1999, Greens WA
- Sénateur Bob Brown (Tas), 1996-2012
- Sénateur Kerry Nettle (NSW), 2002-2008
- Sénateur Christine Milne (Tas), 2005-2015
- Sénateur Rachel Siewert (WA), 2005-2021
- Sénateur Scott Ludlam (WA), 2008-2017
- Sénateur Penny Wright (SA), 2011-2015
- Sénateur Lee Rhiannon (NSW), 2011-2018
- Sénateur Richard Di Natale (Vic), 2011-2020